# Wahlrod
Wahlrod este o comună situată în sud-vestul Germaniei în landul Renania-Palatinat, districtul Westerwald. Comuna este situată în partea de nord a districtului Westerwald și se învecinează cu districtul Altenkirchen. Wahlrod aparține unității administrative  Verbandsgemeinde a Hachenburgului, care este o muncipalitate colectivă ce reunește 33 de localități.  
Prima atestare documentară a localității Wahlrod datează din anul 1249. 
Consiliul administrativ al comunei constă din 13 membri, printre care se numără și primarul onorific (Bürgermeister). 